# Conclaaf van 1740
Het Conclaaf van 1740 volgde op de dood van paus Clemens XII op 6 februari 1740 en leidde tot de verkiezing van Prospero Lorenzo Lambertini, die de naam Benedictus XIV aannam.

## Voorgeschiedenis
Paus Clemens XII kampte vanaf het begin van zijn pontificaat in 1730 al met zijn gezondheid. De bij zijn verkiezing 78-jarige kerkvorst leed aan een afnemend gezichtsvermogen, wat in 1732 resulteerde in volledige blindheid. Door zijn ziektes was Clemens nauwelijks in staat zijn functie te vervullen, wat opgevangen werd door de door hem benoemde kardinaal-nepoot Neri Maria Corsini.
Al vanaf 1732 werd aan diverse Europese hoven gespeculeerd over de opvolging van Clemens XII, waarbij tal van gewenste kandidaten circuleerden.

## Conclaaf
Bij het overlijden van Clemens XII bestond het kiescollege uit 69 kardinalen. Hiervan zouden er 32 aanwezig zijn bij de opening van het conclaaf op 18 februari. De meeste andere prelaten zouden zich in de loop van de maanden maart en april bij hun collegae voegen, waardoor uiteindelijk het aantal aanwezigen op 51 kwam. Zestien kardinalen reisden niet af en twee deelnemers stierven tijdens het conclaaf, waaronder de deken van het College van Kardinalen, Pietro Ottoboni.
Vanaf het begin splitste het college zich in twee even sterke fracties. Aan de ene kant stond de partij die de belangen van het koninkrijk Frankrijk en het Heilige Roomse Rijk behartigde, de andere partij was samengesteld uit pro-Spaanse kardinalen die ook de steun ontvingen van Napels. Beide fracties waren erop uit de in hun ogen meest geschikte opvolger naar voren te schuiven, die echter keer op keer door de “rivaliserende” partij resoluut werden afgewezen. Maar ook binnen de fracties zelf ontstond menigmaal een meningsverschil over bepaalde kardinalen; sommigen genoten de voorkeur van de Franse koning, maar werden verworpen door de Roomse keizer.
Om de impasse te doorbreken riep Neri Maria Corsini de door zijn oom gecreëerde kardinalen -30 in getal- op om gezamenlijk een geschikte opvolger voor te dragen. Dit leidde echter op zijn beurt tot de oproep van Annibale Albani aan alle door de pausen Clemens XI en Benedictus XIII benoemde kardinalen –respectievelijk 16 en 19 prelaten– om tegenwicht te bieden aan de kandidaat van de Corsini-fractie en een lid uit eigen gelederen naar voren te schuiven.
De voordracht van Tommaso Ruffo, die ook op de sympathie van de Romeinse bevolking kon rekenen, leek het conclaaf in een stroomversnelling te brengen, daar hij kon rekenen op de steun van Spanje en Frankrijk. Een brief uit Wenen maakte echter duidelijk, dat Ruffo niet de beoogde kandidaat zou zijn en dat een veto zijn verkiezing eventueel moest voorkomen.
Kardinaal Leandro di Porzia was de volgende kandidaat, die op een gegeven moment al 30 stemmen voor zich wist te winnen. Een aanval op de persoon di Porzia via een satirisch pamflet deed hem ertoe besluiten het conclaaf te verlaten; hij zou op 2 juni 1740 overlijden.
Ook de kandidatuur van Pompeo Aldrovandi zou het niet halen, hoewel hij op 4 juli reeds 33 stemmen voor zich had gewonnen, 1 te weinig voor de definitieve keuze. Dat zijn verkiezing uiteindelijk mislukte was te wijten aan het optreden van de camerlengo Annibale Albani die Aldrovandi ervan beschuldigde simonie gepleegd te hebben. Aldrovandi hield de eer aan zichzelf en riep daarom op 31 juli de kardinalen op niet meer op hem te stemmen.
Uiteindelijk werd op initiatief van onder meer Camillo Cibo, een ver familielid  van de 15e-eeuwse paus Innocentius VIII, Prospero Lambertini naar voren geschoven als compromiskandidaat. Een vaak geciteerde zin van Lambertini als reactie op zijn voordracht luidt:
Als u een heilige wilt kiezen, stem op Gotti; een staatsman, Aldovrandi; een oprecht man, kies dan op mij.
Tijdens de 255e stemronde op 17 augustus 1740 stemde 50 kardinalen voor zijn verkiezing. Lambertini accepteerde en nam de naam Benedictus XIV aan uit dankbaarheid voor paus Benedictus XIII, die hem tot kardinaal gecreëerd had. De kroning vond plaats op 21 augustus en werd uitgevoerd door kardinaal-protodiaken Carlo Maria Marini.

## Pontificaat
Benedictus XIV wordt beschouwd als een van de meest gezaghebbende pausen van de 18e eeuw. Zijn verzoenende optreden leidde tot verbetering van de (inter)nationale betrekkingen, en ook op geloofsgebied was hij bereid tot enige concessies: zo erkende hij de geldigheid van huwelijken tussen rooms-katholieken en protestanten.
Tijdens zijn regeerperiode werd tevens een begin gemaakt met de beperking van de invloed van de Jezuïeten, wat tijdens het pontificaat van paus Clemens XIV uiteindelijk zou leiden tot een tijdelijke opheffing van de orde.

## Trivia
- Naast de gemeenschappelijke woon- en leefruimte voor de kardinalen tijdens het conclaaf was er een aparte ruimte ingericht voor Luis Antonio Jaime de Bourbon y Farnesio, de zoon van de Spaanse koning Filips V, die in 1735 op 8-jarige leeftijd tot kardinaal was gecreëerd. De op dat moment 14-jarige infante zou echter niet naar Rome afreizen.
- Over kardinaal Philip Ludwig von Sinzendorf gaat het verhaal, dat hij aanvankelijk weigerde deel te nemen aan het conclaaf, omdat hem verboden was levende varkens mee te nemen. Von Sinzendorf leed aan jicht en op doktersadvies moest hij de ingewanden van pas geslachte varkens eten als medicijn. Toen geen gehoor gegeven werd aan zijn verzoek, besloot hij uiteindelijk toch deel te nemen aan het conclaaf.[9]
- Tijdens het conclaaf werd slechts eenmaal het Ius Exclusivae, het recht van veto, uitgesproken namens de Spaanse koning. Het veto had betrekking op Pier Marcellino Corradini.